# Bocula odontosema
Bocula odontosema är en fjärilsart som beskrevs av Turner 1909. Bocula odontosema ingår i släktet Bocula och familjen nattflyn. Inga underarter finns listade i Catalogue of Life.